# Helleborus lividus
Helleborus lividus är en ranunkelväxtart. Helleborus lividus ingår i släktet julrosor, och familjen ranunkelväxter.

## Underarter
Arten delas in i följande underarter:
- H. l. corsicus
- H. l. lividus

## Bildgalleri

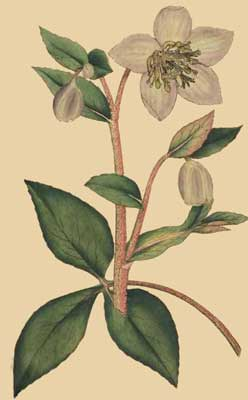
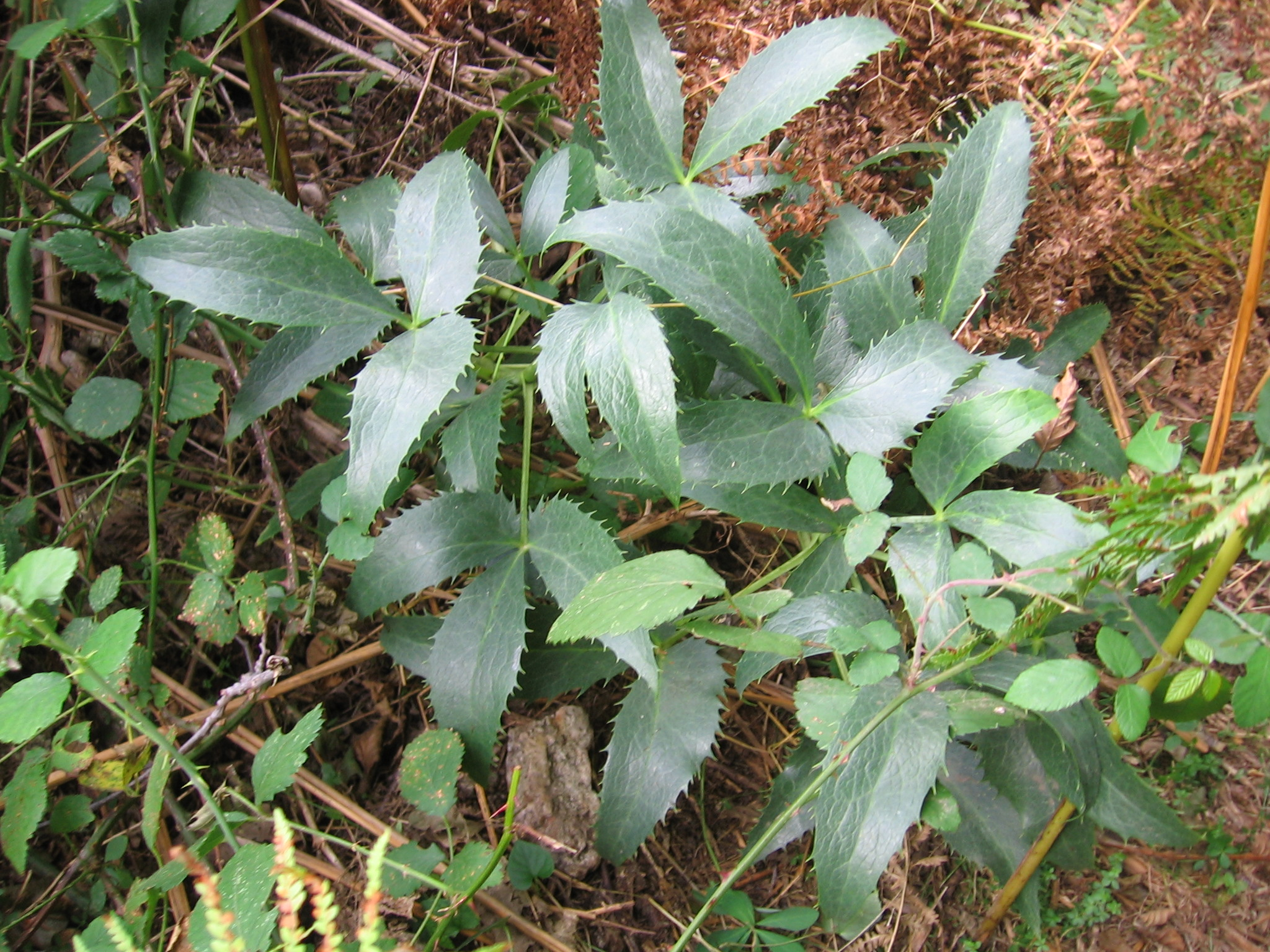
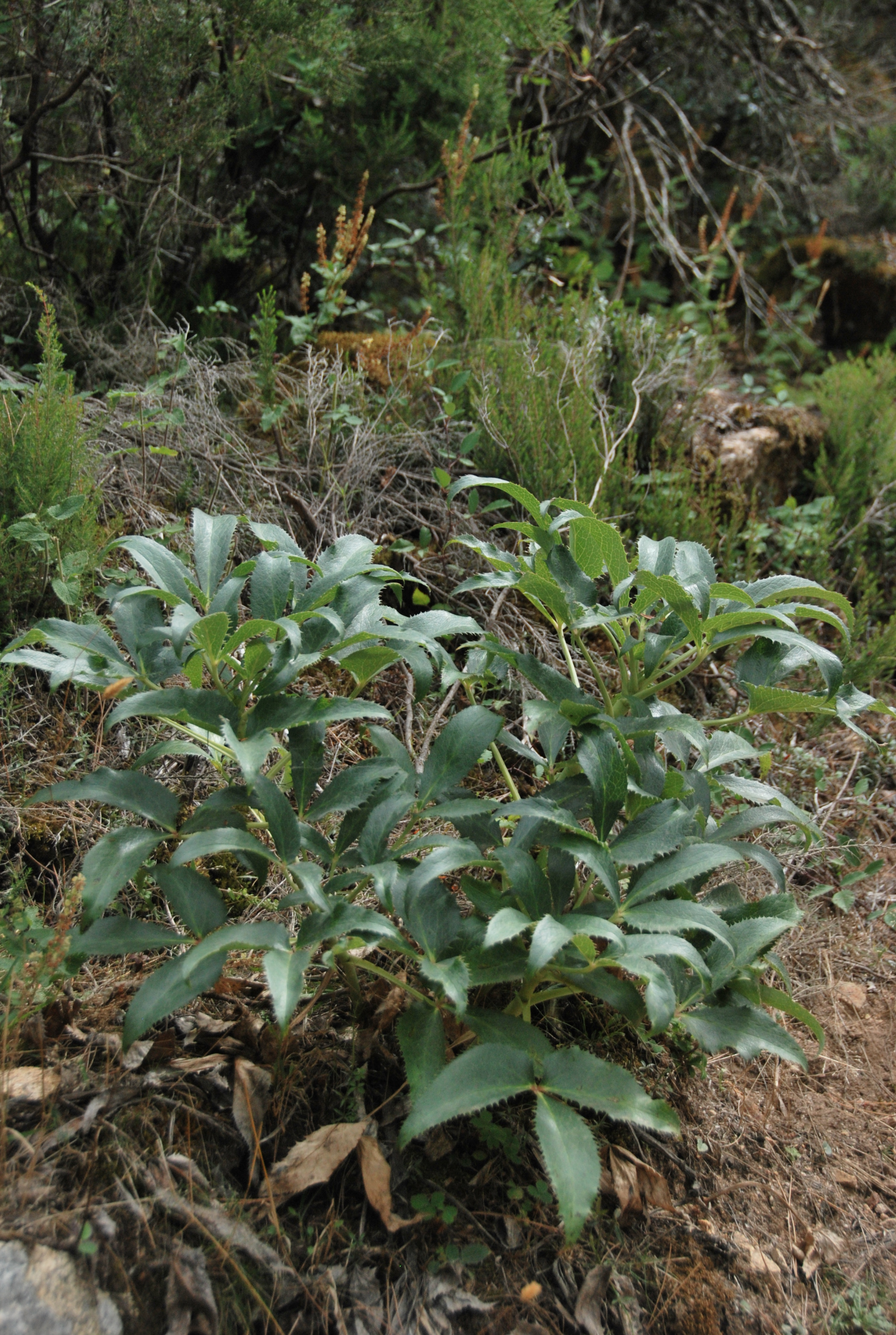
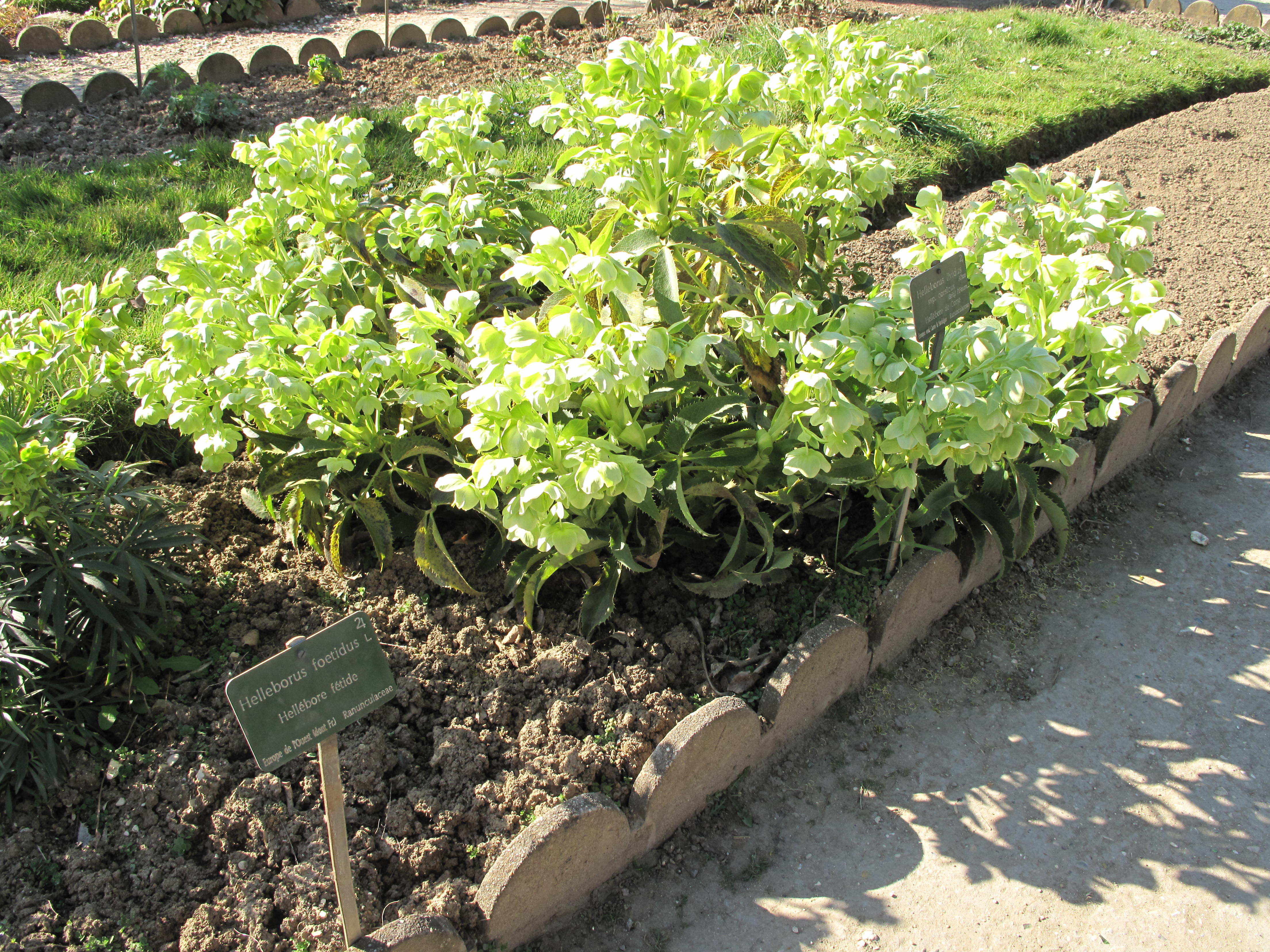
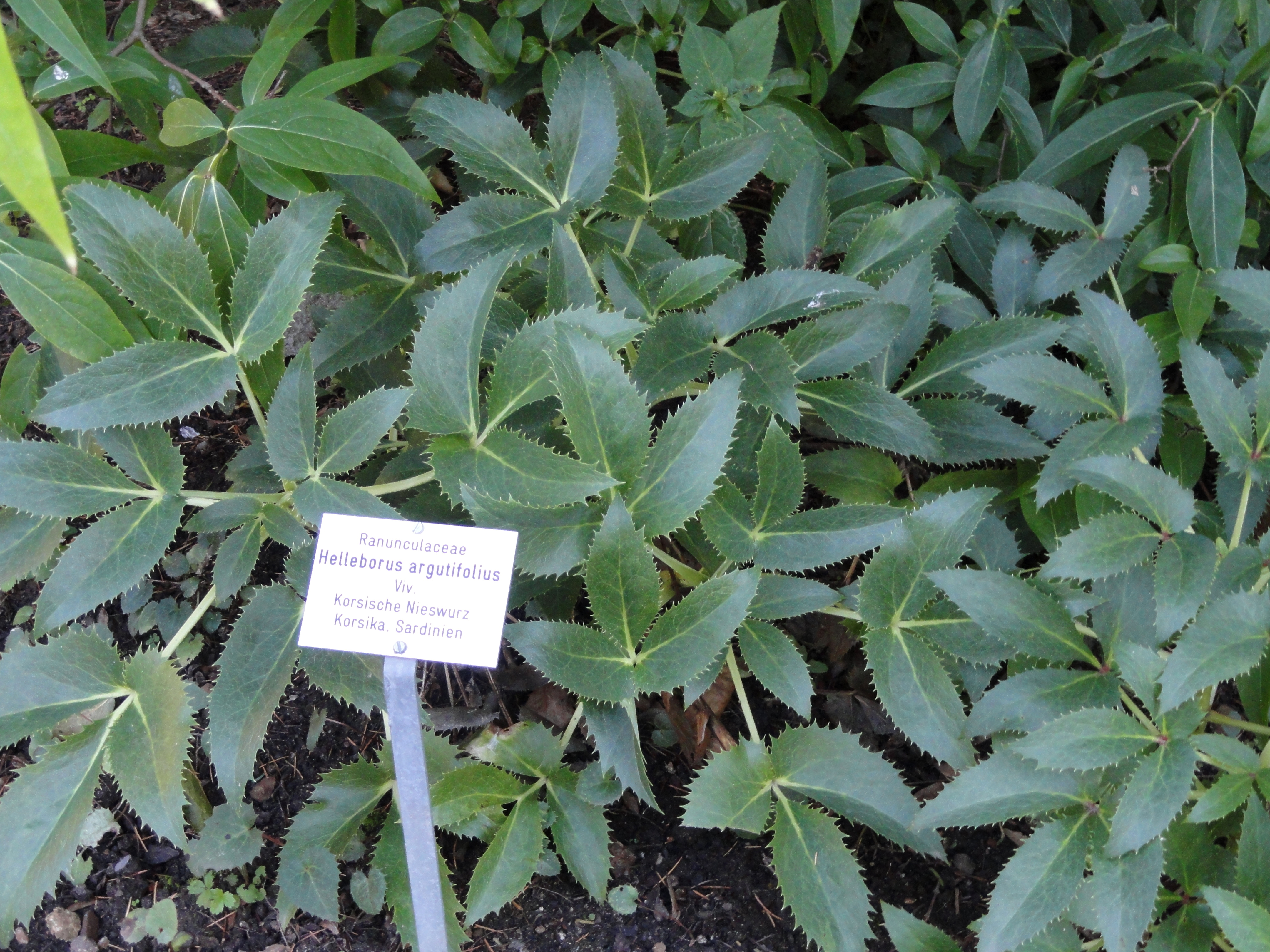
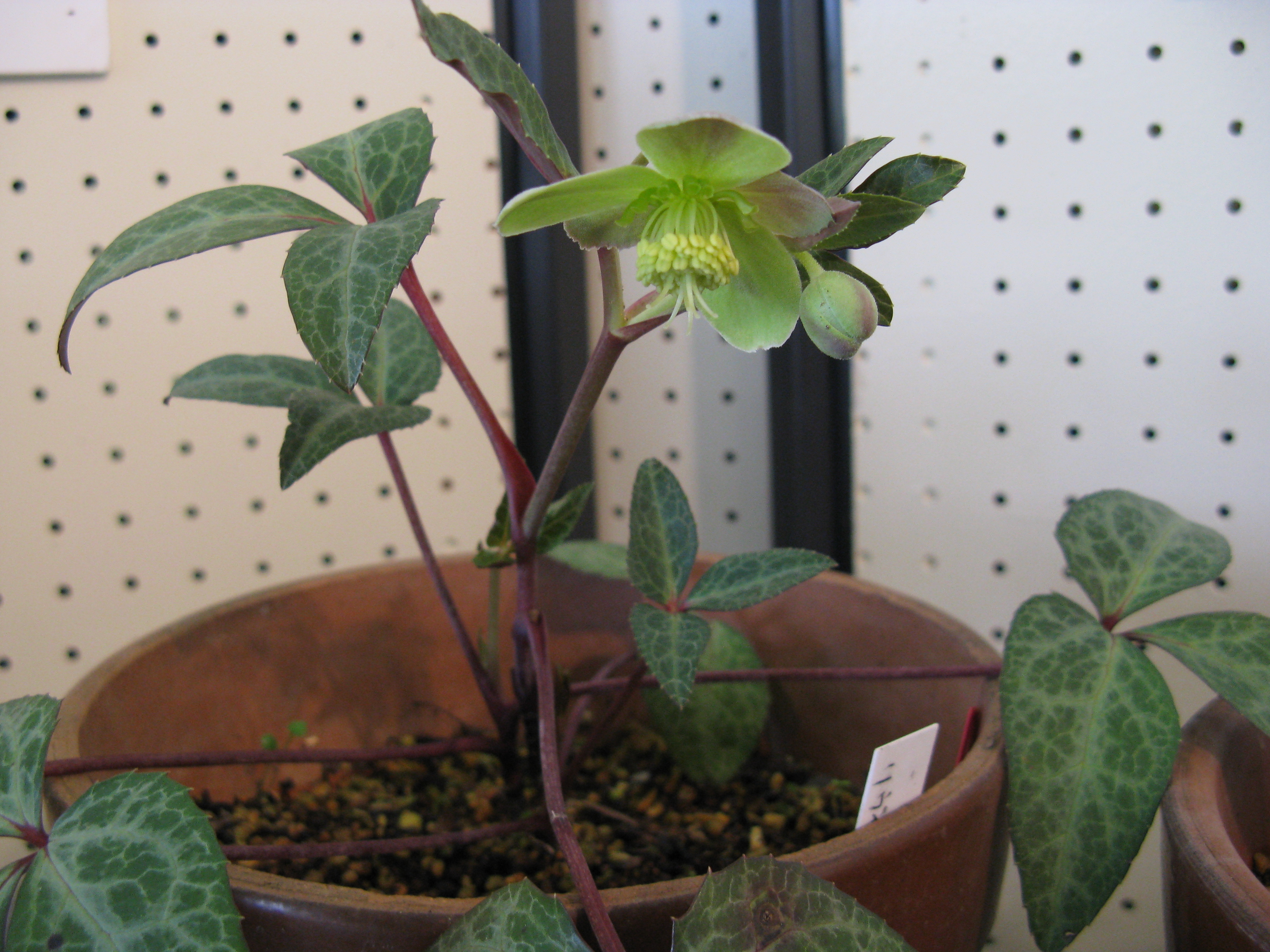